# Żółkiewka (gromada w powiecie krasnostawskim)
Żółkiewka – dawna gromada, czyli najmniejsza jednostka podziału terytorialnego Polskiej Rzeczypospolitej Ludowej w latach 1954–1972.
Gromady, z gromadzkimi radami narodowymi (GRN) jako organami władzy najniższego stopnia na wsi, funkcjonowały od reformy reorganizującej administrację wiejską przeprowadzonej jesienią 1954 do momentu ich zniesienia z dniem 1 stycznia 1973, tym samym wypierając organizację gminną w latach 1954–1972.
Gromadę Żółkiewka z siedzibą GRN w Żółkiewce utworzono – jako jedną z 8759 gromad na obszarze Polski – w powiecie krasnostawskim w woj. lubelskim na mocy uchwały nr 9 WRN w Lublinie z dnia 5 października 1954. W skład jednostki weszły obszary dotychczasowych gromad Żółkiew kol., Żółkiewka osada m., Zaburze, Wólka, Średniawieś, Adamówka, Różki kol. i Różki wieś oraz miejscowość Siniec kol. z dotychczasowej gromady Celin ze zniesionej gminy Żółkiewka w tymże powiecie. Dla gromady ustalono 21 członków gromadzkiej rady narodowej.
1 stycznia 1960 do gromady Żółkiewka włączono kol. Koszarsko, wieś Gany, Chruściechów kol. i Żółkiewka wieś ze zniesionej gromady Koszarsko oraz kolonie Makowiska, Celinka, Dębinka i Siniec ze zniesionej gromady Olchowiec w tymże powiecie.
Gromada przetrwała do końca 1972 roku, czyli do kolejnej reformy gminnej. 1 stycznia 1973 w powiecie krasnostawskim reaktywowano gminę Żółkiewka.